# Stephen Sanchez
Stephen Christopher Sanchez (El Dorado Hills, California, 3 de noviembre de 2002) es un cantautor estadounidense. Sanchez lanzó su primer extended play titulado What Was, Not Now en octubre de 2021. El 1 de septiembre de 2021, Sanchez lanzó el sencillo «Until I Found You», que alcanzó el puesto número 23 en el Billboard Hot 100, el número 8 en el Australian ARIA Chart y el número 14 en el UK Singles Chart.

## Carrera
En junio de 2020, Sanchez publicó un cover de «Cigarette Daydreams» de Cage the Elephant en TikTok; logró construir una audiencia a través de un flujo constante de contenido, atrayendo a más de 122 mil seguidores en TikTok.
Después de que compartió un fragmento de «Lady by the Sea», el cantautor Jeremy Zucker se ofreció a producir la versión oficial, la cual fue lanzada en julio de 2020; como resultado, Sanchez firmó un contrato con Republic Records. Trabajó con el productor Ian Fitchuk en su EP debut What Was, Not Now, lanzado en octubre de 2021. El 4 de noviembre de 2022, lanzó un sencillo con Ashe, titulado «Missing You». El 25 de enero de 2023, lanzó un sencillo titulado «Evangeline», que precedió a su gira.
Sanchez apareció en The Tonight Show Starring Jimmy Fallon para promocionar la canción y su gira. En el programa, Sanchez interpretó su canción «Evangeline». El 28 de abril de 2023, Sanchez lanzó su próximo sencillo, titulado «Only Girl».
El 25 de junio de 2023, Sanchez apareció en el escenario junto a Elton John interpretando «Until I Found You» en Glastonbury 2023.
El álbum debut de Sanchez, Angel Face, fue lanzado el 22 de septiembre de 2023.

### Estilo
El estilo de Sanchez es muy evocador de la música de los años 1950 y 1960, una época musical que él ha citado como una gran influencia desde una edad temprana. Su canción «Evangeline», lanzada en 2023, contiene un sample de «Honey» de Bobby Goldsboro, lanzada en 1968.

## Premios y nominaciones
| Año  | Premio                          | Categoría                             | Trabajo             | Resultado | Ref,   |
| ---- | ------------------------------- | ------------------------------------- | ------------------- | --------- | ------ |
| 2023 | Nickelodeon Kids' Choice Awards | Estrella favorita de la música social | él mismo            | Nominado  | [ 7 ]  |
| 2023 | MTV Video Music Awards          | Actuación del año                     | «Until I Found You» | Nominado  | [ 8 ]  |
| 2023 | Billboard Music Awards          | Mejor artista de rock                 | él mismo            | Nominado  | [ 9 ]  |
| 2023 | Billboard Music Awards          | Mejor canción de rock                 | «Until I Found You» | Nominado  | [ 9 ]  |
| 2024 | People's Choice Awards          | Artista Revelación del Año            | él mismo            | Nominado  | [ 10 ] |
| 2024 | iHeartRadio Music Awards        | Mejor artista pop revelación          | él mismo            | Nominado  | [ 11 ] |

## Discografía

### Albums
| Título     | Detalles                                                                                                 | Máximas posiciones en las listas | Máximas posiciones en las listas | Máximas posiciones en las listas | Máximas posiciones en las listas |
| Título     | Detalles                                                                                                 | US                               | AUS                              | NZ                               | UK                               |
| ---------- | --- | -------------------------------- | -------------------------------- | -------------------------------- | -------------------------------- |
| Angel Face | - Lanzamiento: 22 de septiembre de 2023 - Discografíca: Mercury, Republic - Formatos: Vinyl, CD, digital | 90                               | 23                               | 20                               | 64                               |

### Extended plays
| Título            | Detalles del EP | Máximas posiciones en las listas |
| Título            | Detalles del EP | CAN                              |
| ----------------- | --- | -------------------------------- |
| What Was, Not Now | - Lanzamiento: 15 de octubre de 2021 - Discografíca: Stephen Sanchez, Republic - Formatos: Descarga digital, streaming | —                                |
| Easy on My Eyes   | - Lanzamiento: 21 de agosto de 2022 - Discografíca: Republic - Formatos: Descarga digital, streaming                   | 92                               |

### Sencillos
| Título                                                                                      | Año  | Máximas posiciones en las listas | Máximas posiciones en las listas | Máximas posiciones en las listas | Máximas posiciones en las listas | Máximas posiciones en las listas | Máximas posiciones en las listas | Máximas posiciones en las listas | Máximas posiciones en las listas | Máximas posiciones en las listas | Máximas posiciones en las listas | Certificaciones                                                                          | Álbum                                |
| Título                                                                                      | Año  | US                               | AUS                              | CAN                              | IDN Songs                        | MLY                              | NZ                               | PHL Songs                        | UK                               | VIE                              | WW                               | Certificaciones                                                                          | Álbum                                |
| ------------------------------------------------------------------------------------------- | ---- | -------------------------------- | -------------------------------- | -------------------------------- | -------------------------------- | -------------------------------- | -------------------------------- | -------------------------------- | -------------------------------- | -------------------------------- | -------------------------------- | ---------------------------------------------------------------------------------------- | ------------------------------------ |
| «Lady by the Sea»                                                                           | 2020 | —                                | —                                | —                                | —                                | —                                | —                                | —                                | —                                | —                                | —                                |                                                                                          | What Was, Not Now                    |
| «Kayla»                                                                                     | 2021 | —                                | —                                | —                                | —                                | —                                | —                                | —                                | —                                | —                                | —                                |                                                                                          | What Was, Not Now                    |
| «Until I Found You» (luego cover con Em Beihold)                                            | 2021 | 23                               | 8                                | 15                               | 2                                | 1                                | 13                               | 3                                | 14                               | 20                               | 11                               | - RIAA: 3× Platino - ARIA: 3× Platino - BPI: Platino - MC: 2× Platino - RMNZ: 2× Platino | Easy on My Eyes y Angel Face         |
| «2000 Miles» (con Gatlin)                                                                   | 2022 | —                                | —                                | —                                | —                                | —                                | —                                | —                                | —                                | —                                | —                                |                                                                                          | Sencillos no pertenecientes al álbum |
| «Missing You» (con Ashe)                                                                    | 2022 | —                                | —                                | —                                | —                                | —                                | —                                | —                                | —                                | —                                | —                                |                                                                                          | Sencillos no pertenecientes al álbum |
| «Evangeline»                                                                                | 2023 | —                                | —                                | —                                | —                                | —                                | —                                | —                                | —                                | —                                | —                                |                                                                                          | Angel Face                           |
| «Only Girl»                                                                                 | 2023 | —                                | —                                | —                                | —                                | —                                | —                                | —                                | —                                | —                                | —                                |                                                                                          | Angel Face                           |
| «Be More»                                                                                   | 2023 | —                                | —                                | —                                | —                                | —                                | —                                | —                                | —                                | —                                | —                                |                                                                                          | Angel Face                           |
| «High»                                                                                      | 2023 | —                                | —                                | 83                               | —                                | —                                | —                                | —                                | —                                | —                                | —                                |                                                                                          | Angel Face                           |
| «Silver Bells»                                                                              | 2023 | —                                | —                                | —                                | —                                | —                                | —                                | —                                | —                                | —                                | —                                |                                                                                          | Sencillo no perteneciente al álbum   |
| "—" indica una grabación que no se incluyó en las listas o no se publicó en ese territorio. |      |                                  |                                  |                                  |                                  |                                  |                                  |                                  |                                  |                                  |                                  |                                                                                          |                                      |